# District de Kanshiram Nagar
Le district de Kanshiram Nagar (en hindi : महामायानगर ज़िला) est une division administrative de la division d'Aligarh dans l'État de l'Uttar Pradesh, en Inde.

## Géographie
Le centre administratif du district est Kasganj. 
La superficie est de 1 955 km2 et la population est de 1 436 719 habitants (2011).